# Stiff Upper Lip Tour Edition
Stiff Upper Lip Tour Edition je dvojalbum australské hard rockové kapely AC/DC vydané v roce 2001, přibližně rok po vydání alba Stiff Upper Lip. Dvojalbum obsahuje jak celé album Stiff Upper Lip a bonusový disk s nahrávkami z koncertu v Madridu v roce 1996 a s videoklipy k albu Stiff Upper Lip.

## Seznam skladeb

### Disk 1
1. "Stiff Upper Lip" – 3:34
2. "Meltdown" – 3:41
3. "House of Jazz" – 3:56
4. "Hold Me Back" – 3:59
5. "Safe in New York City" – 3:59
6. "Can't Stand Still" – 3:41
7. "Can't Stop Rock 'n' Roll – 4:02
8. "Satellite Blues" – 3:47
9. "Damned" – 3:52
10. "Come and Get It" – 4:02
11. "All Screwed Up" – 4:36
12. "Give It Up" – 3:53

### Disk 2
1. "Cyberspace" (B-strana singlu Safe in New York City) – 2:57
2. "Back in Black" (Young, Young, Johnson) (živá nahrávka) – 4:09
3. "Hard as a Rock" (živá nahrávka) – 4:49
4. "Ballbreaker" (živá nahrávka) – 4:39
5. "Wholele Lotta Rosie" (Young, Young, Scott) (živá nahrávka) – 5:26
6. "Let There Be Rock (song)|Let There Be Rock" (Young, Young, Scott) (živá nahrávka) – 11:53
7. "Stiff Upper Lip" (videoklip) – 3:50
8. "Safe in New York City" (videoklip) – 4:01
9. "Satellite Blues" (videoklip) – 3:55

- Autory jsou Angus Young a Malcolm Young pokud není uvedeno jinak.
- Živé nahrávky byly pořízeny na Plaza de Toros de Las Ventas v Madridu v roce 1996.

## Obsazení
- Brian Johnson – zpěv
- Angus Young – kytara
- Malcolm Young – kytara
- Cliff Williams – baskytara
- Phil Rudd – bicí